# 科爾熱韋
48°5′27″N 32°8′33″E / 48.09083°N 32.14250°E
科爾熱韋（烏克蘭語：Коржеве），是烏克蘭中部的村莊，隸屬基洛夫格勒州的克羅皮夫尼茨基區。該村面積0.9平方公里，海拔高度139米，2024年人口200，人口密度每平方公里305.8人。